# تاريخ اللغة الأشتورية

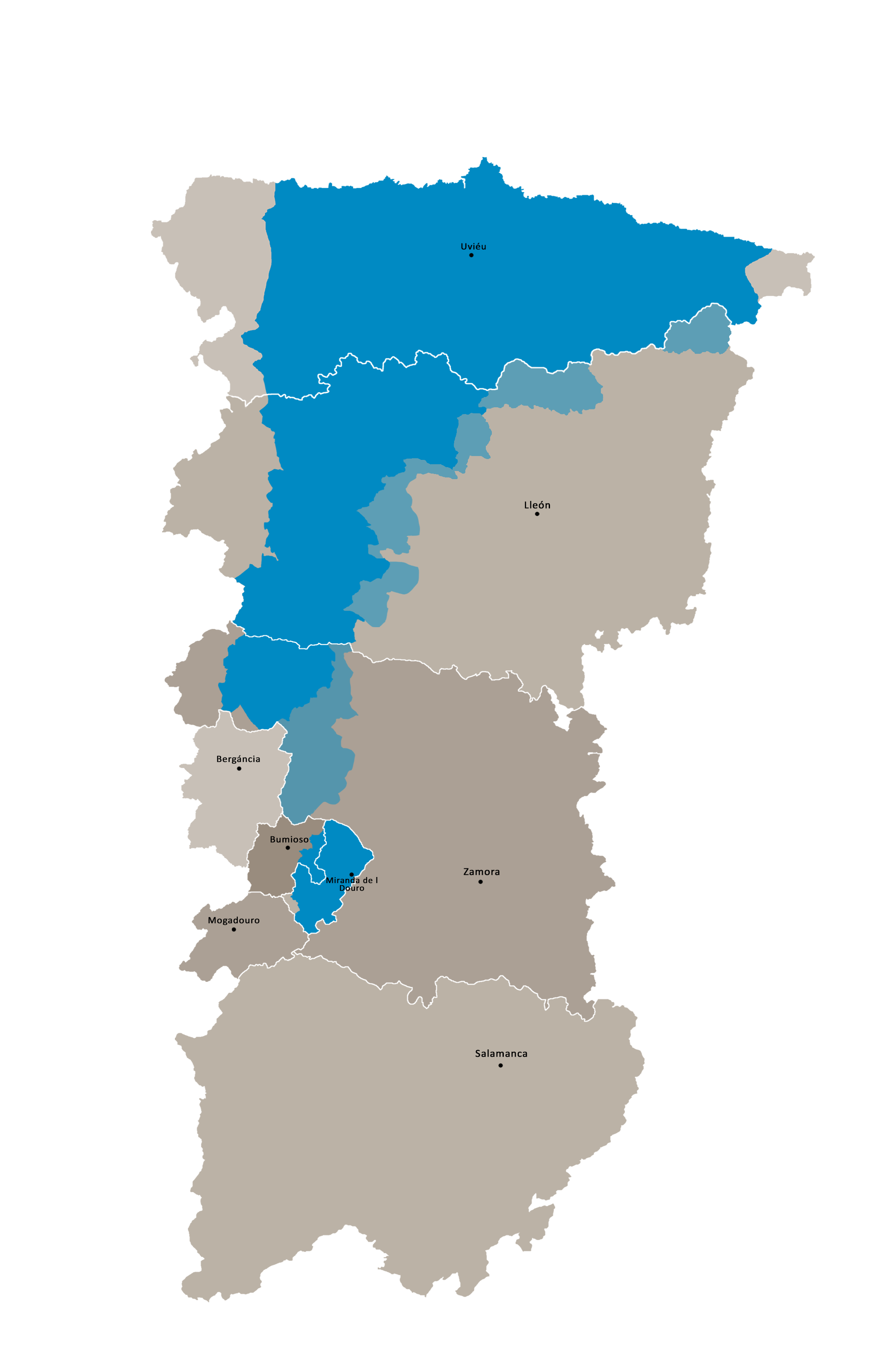
الامتداد المعاصر لـ Astur-Leonese.

يُلخص تاريخ اللغة الأشتورية في ثلاث حقبات:
1. الاستخدام الشائع في القرون الخمسة الأولى، بداية بجذورها باعتبارها متفرعة عن اللاتينية الأشتورية، حتى ولوج الإسبانية لها في القرن الرابع عشر عند خسارة مملكة ليون لاستقلالها.
2. ثلاث قرون من الاضمحلال (العصور المظلمة).
3. ثلاث قرون من التعافي...حتى يومنا هذا.

## العصور القديمة:

### السكان الأوليين:
يُعرف بعض السكان الأوليين في أشتورية بأصل ما قبل هندو_أوروبي،
بالرغم من أن لغتهم وتنظيمهم لم يُحدد بدقة لأن البيانات المتاحة تمثل آثاراً فقط.
بالإضافة للآثار ما قبل هندو_أوروبية فهنالك بعض الجذور المستقلة عنها كالفيغا، والكوتويا، والأرتو، والكويتو أو الكاشيبارّاو التي يمكن تأويلها لأصول ما قبل هندو_أوروبية، وبالرغم من ذلك يمكن اعتبارهم لاتينيين إسبان.
كانت المنطقة في الألفية الأولى قبل الميلاد مقطونة بالهندو_أوروبيين تاركيين وراءهم أدلة لغوية واضحة.
ترجع المعلومات التاريخية الأولى للغة الأشتورية إلى الحقبة الرومانية، ويفترض عديد المؤلفين كإسرابون، وفلورو، بلينيو إلبييخو أن أصل الأشتوريين سِلت، وبالرغم من شح المعلومات المتعلقة باللغة الأشتورية، من المحتمل أن تكون الأشتورية اقرب لالسِلتية_الجليقية من السِلتية_الإيبيرية، وذلك نظراً للتقارب الجغرافي.

### الرومان:
وصل الرومان لأشتورية في القرن الأول قبل الميلاد، ولبقية شبه الجزيرة الإيبيرية في القرن الثالث قبل الميلاد، وهكذا بدأت عملية تحول لغوي للرومانيقية حيث تخلى الأشتوريين عن لغتهم التقليدية متكييفين مع لغة وثقافة الغزاة، وهكذا أصبحت اللاتينية لغة الأشتوريين وشعب مملكة ليون كذلك، ولم يحدث ذلك بصورة مفاجئة وخاطفة، بل بطريقة متدرجة عن طريق الزيجات بين كلا العرقين، بالإضافة للمزايا الإدراية كالجنسية الرومانية وتمليك الأراضي، واستمرت هذه الحالة اللغوية لفترة فتعاقبت عليها الأجيال، وامتدت لقرن أو اثنين.
وقعت عملية التحول اللغوي الرومانيقي في مناطق أخرى ،والذي يبرهن على أنها لغة ذلك العصر، وتأخرت انشقاق اللاتينية عن اللغات الرومانيقية كالجليقية البرتغالية، والقشتالية وغيرها في شبه الجزيرة الإيبيرية وأوروبا الغربية.
يتشارك الأشتوريين خواص عديدة مع اللغات الرومانيقية الغربية، وبصورة أقل مع اللغات الإيبيرية_الرومانيقية_الغربية.

## العصور الوسطى:

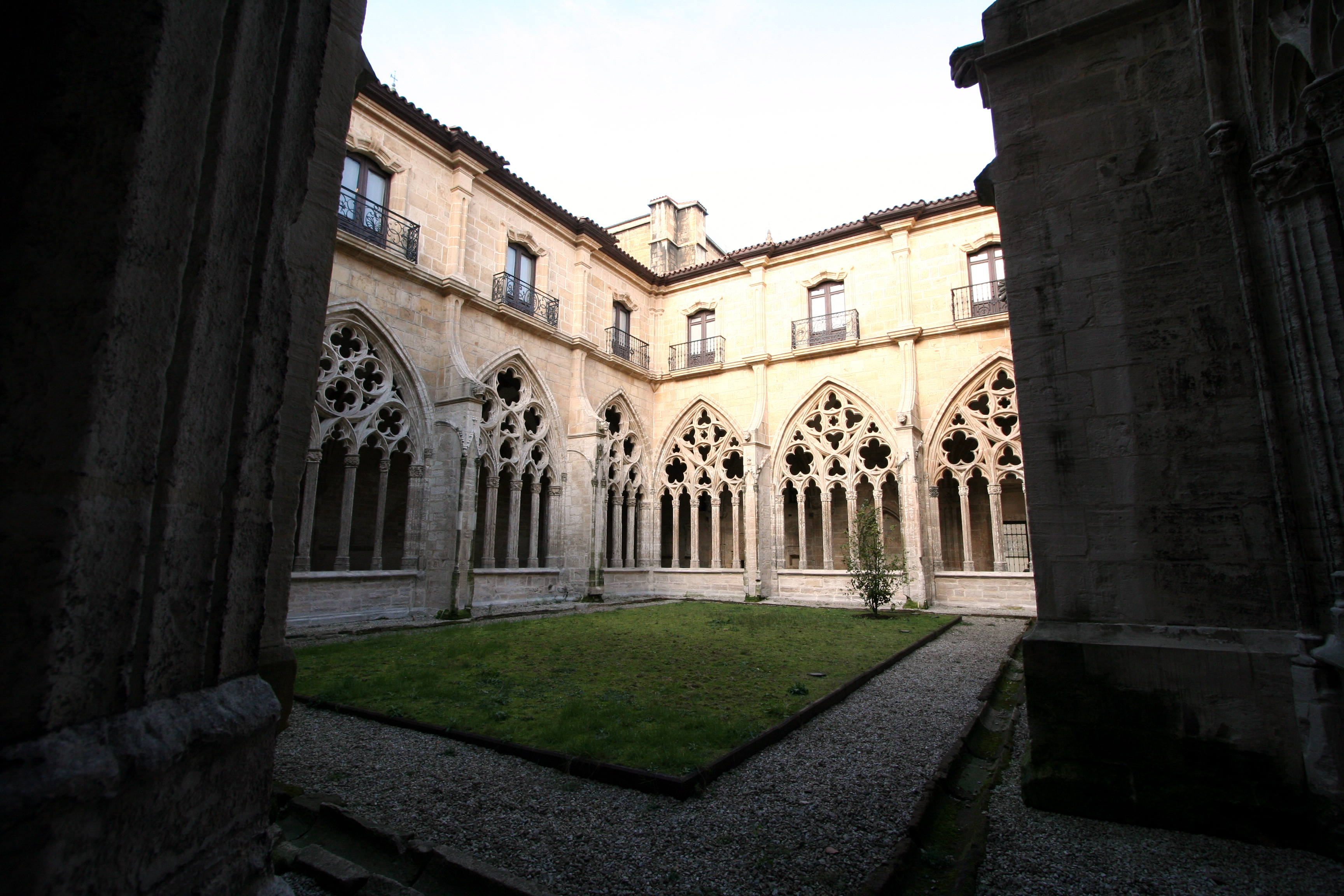
دير سان فيسينتي، حيث يُحفظ جزء كبير مما كُتب باللغة الأشتورية في العصور الوسطى.

وُلدت اللغة الأشتورية في العصور الوسطى وتطورت منذ ذلك الحين، حيث تغيرت التراكيب النحوية، والصوتيات، والإملاء بصورة واضحة.
أخذ التحول من اللاتينية للأشتورية مساراً متدرجاً بطيئاَ، حيث يستحيل ضبط لحظة التحول بمحددات زمنية، وعلى الرغم من أن الأشتورية العامية كانت لتنتشر بداية العصور الوسطى وتصبح سائدة بشكل مطلق تقريباً، حافظت اللاتينية على حضورها لوقت طويل باعتبارها لغة العراقة، والوثائق القانونية.
تُدعى إحدى الوثيقتان اللتان تثبتان الانبثاق والتطور عن اللاتينية: كايويلا دي كاريّو، والتي تعود للقرن الثامن عشر، وتوجد في بيّايون، وتتضمن تعويذة لطرد الأرواح الشريرة، مكتوبة بلغة شعبية تختلف عن اللاتينية الكلاسيكية.
يُعتبر تأسيس المملكة الأشتورية والتى تطورت وأصبحت مملكة ليون واحدة من العوامل الرئيسية التي لتشكيل لغة متمايزة عن اللاتينية القديمة.
لم تشغل مملكة ليون الأراضي الأشتورية والليونية فقط، بل احتلت أراضي جليقية، وجزءمن البرتغال، وقشتالة، بالإضافة للأراضي الواقعة جنوب نهر دويرو حتى إكسترامادورا و غرب الأندلس، ولهذا السبب لاتزال بعض السمات المميزة للغة الأشتورية حاضرة ضمن لغات تلك المناطق.
استُخدمت اللاتينية غلى الصعيد القانوني في مملكة ليون مدعومة بمجتمع فضل استخدام الأشتورية كلغة عامية، لكن تراجع استخدام اللاتينية في الوثائق القانونية بعد ذلك لتفسح المجال أمام الأشتورية لتحل محلها، فأصبحت لغة القانون ضمن المملكة فضلاً عن استخدامها في مختلف الوثائق العدلية، وليست مصادفة أن أول وثيقة مكتوبة بالأشتورية كانت فويرو دي أبيليس في القرن الثاني عشر حيث كانت دستور لمقاطعة أشتورية، وتُحفظ في هذه الحقبة عديد الكتابات، أهمها فويرو سولغو وهي ترجمة أشتورية للدستور القانوني القديم لمملكة القوط الغربيين.
لا يوجد نصوص أدبية في أشتورية تعود القرون الوسطى، فلا يوجد دليل على وجودها، لكن هذا لا يجزم انعدامها، فيوجد دليل واحد يمكن اعتماده من بين عديد المعلومات حول أشتورية في مخطوطة ليونية ل كتاب الإسكندر الشهير على الرغم من تقاربه مع القشتاليه، وعلى الجانب الآخر تعرف أسماء عديد الشعراء المتجولين الأشتوريين والليونيين الذين أنشدوا بلغة المملكة، ولا نعرف أعمالهم.
مهدت خسارة مملكة ليون لاستقلالها السياسي وذلك بانضمامها لقشتالة عام 1230م لانحدار تدريجي للغة الأشتورية.
كانت الهيمنة في المملكة المتحدة القشتالية_اليونية لقشتالة، وكنتيجة لذلك استُخدمت اللغة القشتالية في الوثائق الرسمية بشكل أكبر، ومن ثم في عهد ألفونسو العاشر (1254-1284)م، حيث حظيت القشتالية والجليقية على الاستخدام الأدبي، على عكس الأشتورية.

## العصر الحديث:
جاءت اللحظة الحرجة لأشتورية في القرن الرابع عشر عندما كانت الكنيسة الأشتورية في يد الأساقفة غيتيير دي توليدو ذو الأصول القشتالية، والذي فرض فيما بعد عدة إصلاحات جعلت القشتالية لغة الوثائق الكنسية، وهكذا أصبح نشاط رجال الدين الأشتوريين بعيد عن أشتورية ومملكة ليون، فابتعد الأشتوريون عن قشتالة وعن لغتها.
مهدت تلك الأفعال السياسية المركزية التدخلية المتنامية بشكل كبير لمسخ الهوية الأشتورية من صفوة المجتمع، ولمنع استخدام الأشتورية كلغة أدبية.
يحاكي هذا النظام المركزي مفهوم الدولة القومية، والحاجة للوحدة اللغوية كعامل تماسك للهيكلية السياسية الجديدة.

### العصور المظلمة:
غابت اللغة الأشتورية في القرون الرابع ،والخامس ،والسادس عشر (القرون المظلمة) عن الساحة الأدبية مقارنة مع القشتالية، والبرتغالية، واللتان دخلتا فيما بعد لمرحلة التثبيت ،والتدوين، فانضمتا لكوكبة اللغات الثقافية، مما أفرز حالة تُعرف في علم اللسانيات الاجتماعية بالازدواج اللغوي، حيث تُستخدم الأشتورية كلغة عامية عند الجميع تقريباً، في حين فضلت الطبقات الحاكمة والأرستقراطية وكبار رجال الدين والمسؤولين استخدام القشتالية على نطاق واسع كعلامة على التفوق الاجتماعي...تسود هذه الفكرة حتى يومنا هذا.
وهكذا جنح الأدب الأشتوري عن عصر النهضة، وربما يُعزى عدم الاهتمام بالمسألة اللغوية لغياب الجامعات في الأقاليم الثلاثة المتحدثة باللغة: الأشتورية ،والليونية، والميراندية.

### الباروكية:

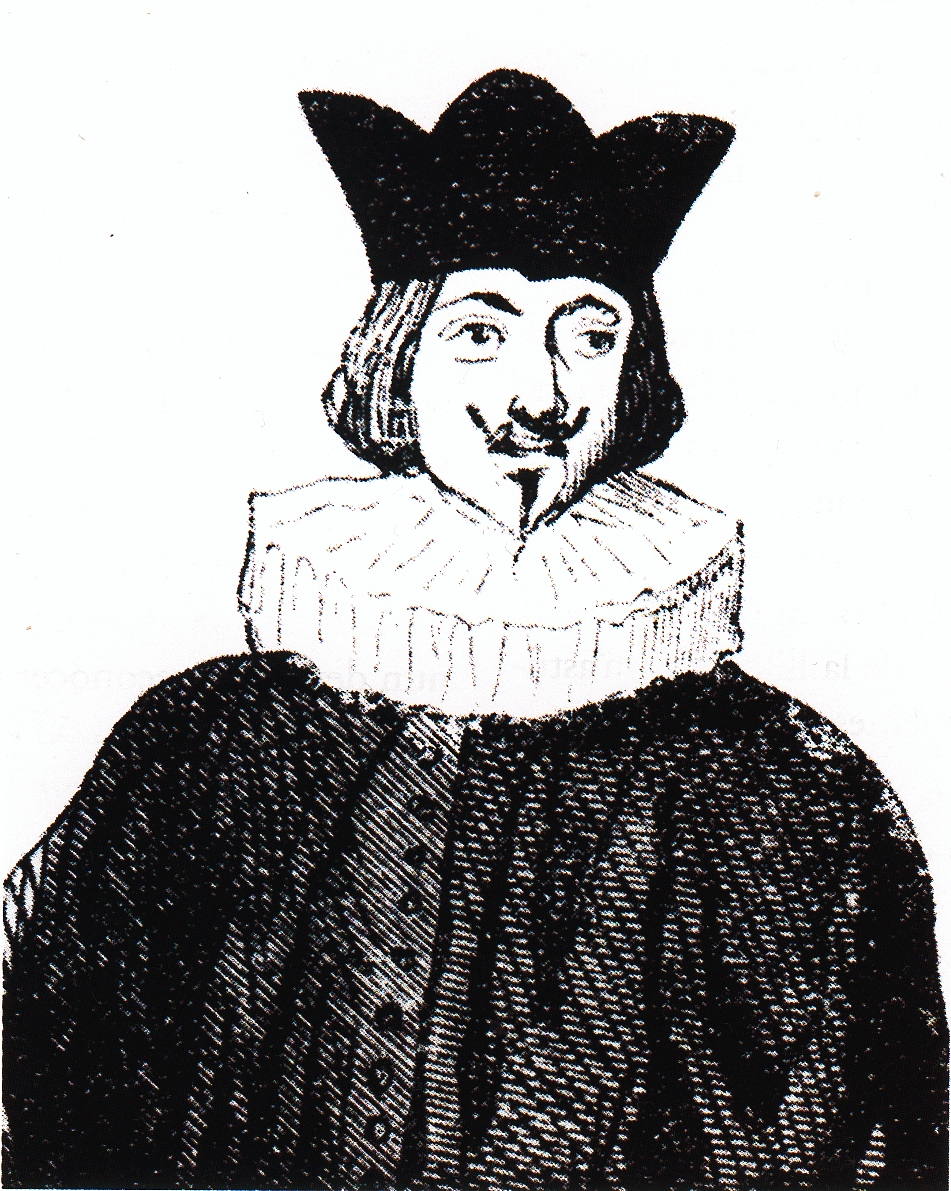
لوحة نموذجية ل أنطون دي ماريريجويرا في القرن التاسع عشر.

لم تندثر الاشتورية على الرغم من أنها بدأت بالتراجع في أواخر العصور الوسطى، فيوجد على سبيل المثال بعض النصوص الأدبية باللغة الأشتورية تعود لما يسمى بالعصر الحديث.
ُيُعتبر أنطون دي ماريرّيغويرا أول كاتب ذاع سيطه باللغة الأشتورية، ناقلاً الأدب الأشتوري إلى الباروكية.
دخلت الثقافة في عديد المجالات كالشعر ذو الطابع الديني (Pleitu ente Uviéu y Mérida)، وتقاليد يونانية_لاتينية كديدو وإنياس، و بيرامو وتيبسي، وأُسس المسرح ليس للاستنكار والامتعاض فقط بل وعياً بحالة اللغة أيضاً، فمثلا في مسرحية العمدة،للكاتب أنطون نفسه، حيث تسخر من شخص يتحدث بالقشتالية للتظاهر بمكانة اجتماعية عالية.
قُدرت اللغة الأشتورية باعتبارها لغة الشعب بكافة أطيافة متضمنة فئة المثقفين والأرستقراطيين وكبار رجال الدين، علاوة على اعتبارها علامة تاريخية للأشتوريين كما هو الحال بالنسبة للمؤرخ لويس ألفونسو دي كارفايّو، المولود في كانغاس ديل نارثيا.
من المؤسف أنه لايوجد أي كاتب من مملكة ليون أو ميراندا في هذه العصور، وبقيت اللغة الأشتورية محصورة شفهيا بالمسرح، كما هو الحال في العصور المظلمة لها.
الجدير بالذكر هو المصادفة في أنه في ما لا يزيد عن 20 عاماً عن المؤلف الأول، وافتتاح جامعة أوفييدو بدأت نهضة الحركة الثقافية، وليس غريباً أن تكون أول قصيدة مُحررة بهذه اللغة قد فازت بمسابقة الشعر، المقامة في أوفييدو.

### التنوير الأشتوري:

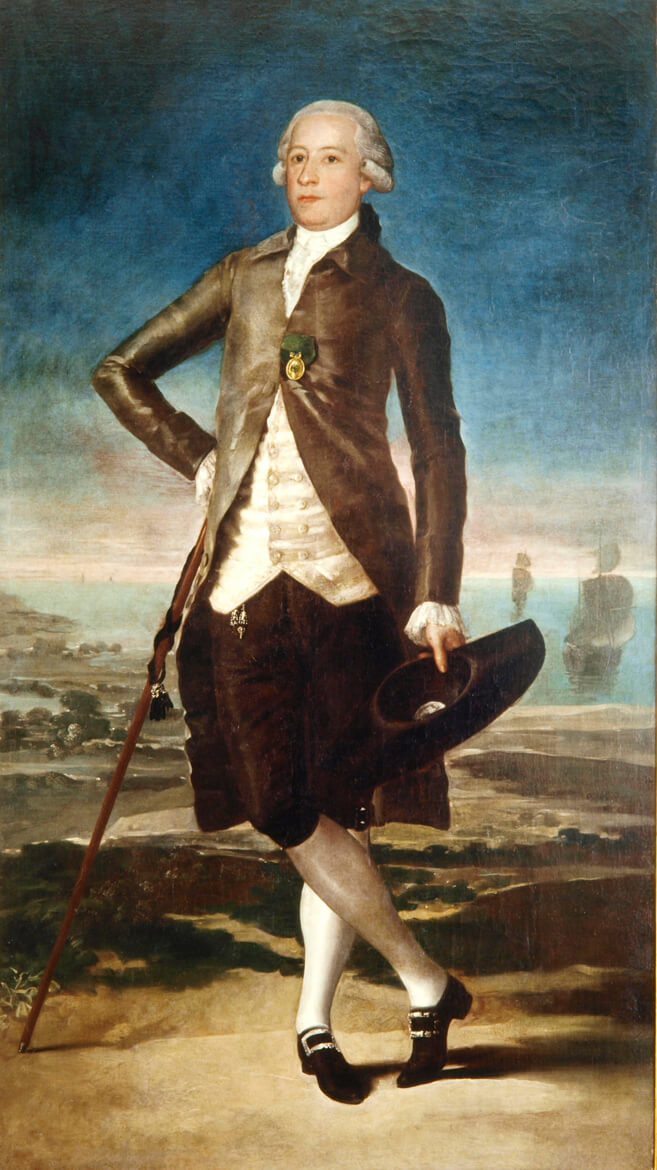
خوبيّانوس ، مدافع عن اللغة الأشتورية، وعن دراستها ومكانتها: كان هو الذي اقترح إنشاء أكاديمية.

دخل التنوير بقوة لأشتورية في القرن الثامن عشر، ودعم مجموعة من المثقفين وعلى رأسهم الفيلسوف والكاتب كاسبر ميلشور دي خوبيّانوس اللغة الأشتورية لإعطائها مكانتها المستحقة.
تولد قلق فيما يخص هذه اللغة وكان تزوديها بمستلزمات الاستدامة ضرورة لضمان تطبيعها اجتماعياَ، فاقترح خوبيّانوس تأسيس أكاديمية من شأنها تطبيع اللغة وضم أجزاؤها.
أُلف أول معجم تأثيلي لايُعرف عنه شيء الآن، وظهرت أول كاتبة باللغة الأشتورية ،تدعى جوزيفا خوبيّانوس(شقيقة الكاتب خوبيّانوس)، وهكذا بدأت الأشتوريه تترسخ بين المسؤولين والمثقفين، بالإضافة لوضع أسس معرفية لحالة اللغة ومستلزمات تطبيعها بشكل كامل.
فكان عصر تعزيز اللغة واستكمال المسيرة الأدبية التي بدأها ماريريغويرا قبل قرن، فزُرعت أصناف الشعر(العام والديني)، والمسرح الذي يحاكي عامة الشعب.

## القرن التاسع عشر:

### أشتورية
استمرت عملية ترجمة واصطفاء للأدب الأشتوري في القرن التاسع عشر(عصر الأقلمة)، حيث نُشرت عام 1839م ضمن مختارات شعرية بالأشتورية العامية عن طريق خوسيه كابيدا، الذي انتقى من بين جميع الشعراء السابقين، وبذلك كان أول كتاب باللغة الأشتورية.
استمرت المخاوف لدى المتنورين بشأن التطبيع اللغوي والاجتماعي للغة.
وُضع أول كتاب نحو أشتوري عام 1869م، من قبل خونكيرا هويرغو، لكنه لم يُنشر الا بحول العام 1991م من قبل أكاديمية اللغة الأشتورية.
وصلت الأشتورية للمجتمع عن طريق الأفكار التنويرية، وكلف الأمير الفرنسي لويس لوسيانو بونابرت الأسقف والشاعر وصاحب الترجمات للاعمال الدينية للأشتورية مانويل فيرنانديز دي كاسترو (1834-1905م) بترجمة إنجيل متى ، حيث نُشر عام 1861 في لندن.
كان يُدعى بعصر الهجرة أيضاً، فقطن بين الأشتوريين مجتمعات ساهمت في عديد المقالات في المجلات، بالاضافة للأعمال الأدبية كالطريق إلى الرومانيقية، فعُززت مكانة اللغة الأشتورية حتى تضمنت أخباراً ومقالات بهذه اللغة، حيث برز اسم الصفحية إينريكيتا فيرنانديز روبن.
العلامة السوداء بدون شكل كانت تطبيق أفكار معينة كانت قد ظهرت في القرن الثامن عشر، لكنها اكتسب قوة من همبولت، ومع الحركة الرومانية_الألمانية، فترتبط اللغات بالنسبة بهم بشكل روحي وبعادات الشعب أيضاً، ولهذا السبب يتشابه ذكاء الشعب مع الأدب المرتبط به(روح الشعب).
قاد هذا لتحول مهم في السلسة الأدبية الأشتورية باعتبارها أرض ريفية محكومة بعادات قديمة، وتربطها لغة محافظة عفا عليها الزمن، حيث ظهرت أعمال تمجد الطبيعة والريف(مترجمات «Beatus ille»: قصائد لدومينغو جيفيا)… فعالم الفلاحين ليس فقط مكاناً ترى فيه الواقع فحسب حيث بإمكانك من وجه نظر معينة أن ترى الصورة وتحولها لعمل شعري.
نُشرت أغاني عن حياة الفلاح وعن أرضع وعاداته وأخلاقه وتاريخه،كذلك عن الدولة والسياسة، وبذلك كان خوسيه كابيدا أول من نادى بتمجد الحياة الريفية، في حين كان خوان ماريا أثيبال كان أول من دعا لعرض المناظر الطبيعية والرؤية المثالية للعالم الريفي بطريقة دينية موجهة للسيدة العذراء حيث كانت إحدى الأساطير الأشتورية في هذا العصر.
يحيي تيودورو كويستا(1829-1895م) الخط الاحتفالي والشبقية الساخرة الذي بدأه ماريريجويرا وبسبب إتقانه الكبير للغة الأسترية وأسلوبه الأدبي التقليدي، وكانت الأعمالالأعمال التي تبرز فيها هذه الرؤية هي مونشو غويّو و أندلثيّا و أستوريا و ماريا إنماكولادا.

### ميراندا:
كان أيضاً القرن التاسع عشر نقطة بداية الحركة الأدبية الميراندا، والتي ينطق بها العديد في مناطق البرتغال التابعة لأشتورية، حيث نشر الكاتب وعالم فقه اللغة خوسيه لييتي دي باكونسيّوس عام 1884 الذي نال شرف إطلاق أول كتاب متنوع باللغة الأشتورية، وكان تحت عنوان زهور ميراندية، بطابع سياسي، وتضمن مرفقاً بثمان قصائد، ومنحه كاتبه غير الميراندي صفة تاريخية أكثر من كونها أدبية، وتتجلى هنا حقيقة أن اللغة المعيارية المستخدمة حالياً ذات إلهام برتغالي.
وُضعت عديد الترجمات في هذا العصر بغية إنشاء قاعدة أدبية للغة هناك، وترجم خوسيه نفسه بعض قصائد الشاعى كاموس وسماها كامونيانا ميرانديسا، أيضا كان الكاهن مانول سادينا أحد المترجمين الذي وضع ترجمات في نهاية القرن التاسع عشر، إحداها قصيدة لكاموس وأخرى لأنتيرو دي كوينتال.
بالرغم من كل هذا كان بيرناردو فيرنانديس مونتييرو أبرز الكتاب في هذا العصر اللغة، فكانا الكاتب الرئيسي باللغة الميراندية في القرن التاسع عشر، وكان من المهم وضع ترجمات بالميراندية لبعض الاعمال الهامة كالإنجيليون الأربعة، و رسالة القديس بولس، وسونيتو للشاعر كاميوس، و قصة جراحة الأب للكاتب مانويل فيريرا دويسدادو.
نُشرت رسالة القديس بولس والإنجيليون الأربعة خصيصاً في صحيفتا إيدوكاكاو و إنسينو، وجريدة أوه ميرانديس، وفي جريدة أوه ريبورتر تماما كعمل الجبال المظلمة لمانويل فيريرا دويسدادو .
فرنانديز مونتيرو هو أيضا الشخص الذي بدأ النثر في ميرانديز ، حيث نشر في صحيفة أوه ميرانيس القصص الأصلية الأولى المكتوبة في ميرانديس كالضائعة، و والحياء البائسة، و فليتزوج لرابش، بالإضافة قصيدة كانتارو ل خوانا.
كمؤلفين آخرين يوجد فرانسيسكو ميرينوس الذي اشتهر فقط بقصيدة لا نينا على من أنه ألف العديد غيرها، وفرانسيسكو غارّيدو براندون الذي بدأالإنتاج المسرحي الميراندي وربط مواضيع أدبية لميراندا مع أشتورية بجزر يحمل اسم ستوريانو ماركوفلا حيث كُ بالميراندية، والجليقية، والقشتالية.
على الرغم من أن أدبي أشتورية وميراندا لم يلتقيا، حيث أن المجتمعين لم يتواصلا، ولم يتبادلا الانطباعات والأفكار أو الآراء حول ما يحدث على الصعيد اللغوي بالنسبة للطرفين، نما الأدب الأشتوري، والميراندي مع ظهورهما جنباً إلى جنب مطورين معيارين بحقيقة أن اللغة المكتوبة(الأشتروية) ستعيش بحكم أنها أقرب للقشتالية على الرغم من وجود بعض الخصائص مثل استخدام الحرف X أو استخدام الفاصلة العليا و والميراندية الأقرب إلى اللغة البرتغالية . ما سيميز لاحقًا تطور النقطتين.
لم تقدم مملكة ليون، حتى ذلك الوقت أي إنتاج يُذكر حيث اندثرت اللغة فيما بعد في أغلب الإقليم، واقتصر استخدامها على الشمال والغرب.

## القرن العشرين:

### مملكة ليون
بدأ الأدب في ليون والمكتوب بالأشتورية، في الثلث الأول من القرن العشرين، حيث نشر غايتان ألفاريس باردون حكايا بالليونية العامية عام 1907، فيعتبر ككاتب مرتبط بالأدب والثقافة الأشتورية ، وبالنسبة للموضوعات فهي تتوافق مع الخط القروي السائد في تلك الفترة، وكان الكتاب مجموعة من القصص وانلوادر والحكايا تتعلق بمناطق سيبيدا و أوبريغو,
كان القرن العشرين نقطة بداية تحول الحياة الريفية في أشتورية لأخري صناعية تماشياً مع الثورة الصناعية آنذاك، مما أنتج هجرة تدريجية للمناطق الحضرية بغية العمل في المصانع المنشأة حديثاً.
بما أن المدن امتلكت المراكز الإدارية الرئيسية والمواقع حيث تعيش وتتسلط فئات الشعب القشتالية، كان من البديهي أن تلك الهجرة ستقود لعملة طمس لغوي كبيرة، وخصوصاً لأنه على ع ماحدث في إقليمي كاتالونيا، والباسك فلم يفرض القطاع المهيمن الجديد(البرجوازية التي عشعشت في المصانع وسوق التجارة والبنوك)لم تفرض إجراءات صارمة تخص استخدام اللغة الأم، بل استنقصت من قيمتها وأهانتها واعتبرتها علامة تشير للقروية، مفضليت القشتالية عليها باعتبارها لغة تفوق طبقي وشرط أساسي للصعود الاجتماعي.
بالإضافة لذلك أعتُمدت القشتالية في التعليم، وإبعاد الأشتورية عن المشهد التعليم بشكل كامل، و طُورت وسائط الإعلام الكبيرة كالصحافة والإذاعة مُروجة القشتالية لغالبية الشعب متعلمين كانوا أم أُميين.
إنه عصر تحول الأدب للقشتالية بشكل كامل، مُتبعاً الطرق الممهدة من الفترة السابقة، مستفيدين من الإنتصار على مستوى الدولة مهزلة شعبية تنتمي للدراما.
في الشعر، الذي لا يزال مهيمناً، تُطور الموضوعات والأشكال الأسلوبية والمعيارية التي أصبحت موضوعات (بيبين كيفيدو ، بيرفيكتو فرنانديز أوساتوري ، خوسيه مانويل فارسيا غونزاليس (ماركوس ديل تورنيلو) ، فرانسيسكو فونزاليس برييتو وما إلى ذلك.
يُفرض في المسرح ما يدعى المسرح الشعبي الأشتوري وهو مسرح واقعي ميلودرامي غير تقليدي ثنائي اللغة، والذي سيكون له في إميليو روبلز مونييز، المعروف أيضاً بباتشين دي ميلاس(1877-1938م) مؤلفه الرئيسي، وفي الشركة الأشتورية أول وسيلة للنشر، ومن اللافت آنذاك، نشر وتعديل كتب مسرحية عديدة دون دعم، بالإضافة لحضور جيد على مستوى العروض المسرحية التي عُرضت في ذلك الوقت.